# 费兰迪纳
费兰迪纳（義大利語：Ferrandina），是意大利马泰拉省的一个市镇。总面积215平方公里，人口9107人，人口密度42.4人/平方公里（2009年）。ISTAT代码为077008。